# Man in an Orange Shirt
Man in an Orange Shirt é uma minissérie britânica de 2017 escrita por Patrick Gale e dirigida por Michael Samuels. A série foi produzida pela Kudos Film and Television, e foi originalmente exibida em dois episódios pela BBC Two. Nos Estados Unidos, a série foi transmitida pela rede pública PBS.

## Sinopse
Na década de 1940, Michael e Thomas vivem uma relação proibida. Em 2017, para Adam e Steve a situação é diferente mas não sem dificuldades.

## Elenco
- Julian Morris ...  Adam Berryman
- Vanessa Redgrave ...  Flora Berryman
- Oliver Jackson-Cohen ...  Michael Berryman
- David J Biscoe ...  Bar drinker
- Flaminia Cinque ...  Rita
- Joanna Vanderham ...  Flora Talbot
- David Gyasi ...  Steve
- James Godden ...  Private Begley
- Amanda Rawnsley ...  Vet receptionist
- Tommy Bastow ...  Private Bates
- Drew Edwards ...  Sous chef
- James McArdle ...  Thomas March
- Julian Sands ...  Caspar Nicholson
- Angel Coulby ...  Claudie
- Andrew Havill ...  Major Fanshawe

## Recepção da crítica
A minissérie tem 92% de aprovação no Rotten Tomatoes. O consenso geral diz que “Man in a Orange Shirt usa sua combinação épica e um conjunto fantástico para proporcionar uma tragédia efetiva, ilustrando as repercussões da discriminação institucional e do arrependimento ao longo da vida com uma atenção hábil aos detalhes temáticos.
Robert Lloyd, do Los Angeles Times, escreveu que: "todas as performances são boas e cheias de sentimentos - mas a de [Vanessa] Redgrave é de tirar o fôlego". Mark Perigard disse no Boston Herald: "Man in a Orange Shirt aspira a ser um drama familiar romântico e sincero. Não é bem-sucedido em nenhum dos pontos, mas tem mérito".

## Prêmios e indicações
| Ano  | Prêmio                         | Categoria                      | Indicação              | Resutado |
| ---- | ------------------------------ | ------------------------------ | ---------------------- | -------- |
| 2018 | 46th International Emmy Awards | Melhor Telefilme ou Minissérie | Man in an Orange Shirt | Venceu   |